# Memorial Cimurri 2005
Il Memorial Cimurri 2005, prima edizione della corsa e valida come evento dell'UCI Europe Tour 2005, si svolse il 1º ottobre 2005 su un percorso di 186 km. Fu vinta dal brasiliano Murilo Fischer che giunse al traguardo con il tempo di 4h08'40", alla media di 44,879 km/h.
Partenza a Cavriago con 131 ciclisti, di cui 67 portarono a termine il percorso.

## Ordine d'arrivo (Top 10)
| Pos. | Corridore             | Squadra       | Tempo    |
| ---- | --------------------- | ------------- | -------- |
| 1    | Murilo Fischer        | Naturino      | 4h08'40" |
| 2    | Paride Grillo         | Panaria       | s.t.     |
| 3    | Manuele Mori          | Saunier Duval | s.t.     |
| 4    | Krzysztof Szczawinski | Cer. Flaminia | s.t.     |
| 5    | Mauro Santambrogio    | LPR-Piacenza  | s.t.     |
| 6    | Ruggero Marzoli       | Acqua & Sap.  | s.t.     |
| 7    | Samuele Marzoli       | Lampre        | s.t.     |
| 8    | Alberto Ongarato      | Fassa Bortolo | s.t.     |
| 9    | Mirko Allegrini       | Panaria       | s.t.     |
| 10   | Marco Marcato         | 3C-Androni    | s.t.     |